# 苦役

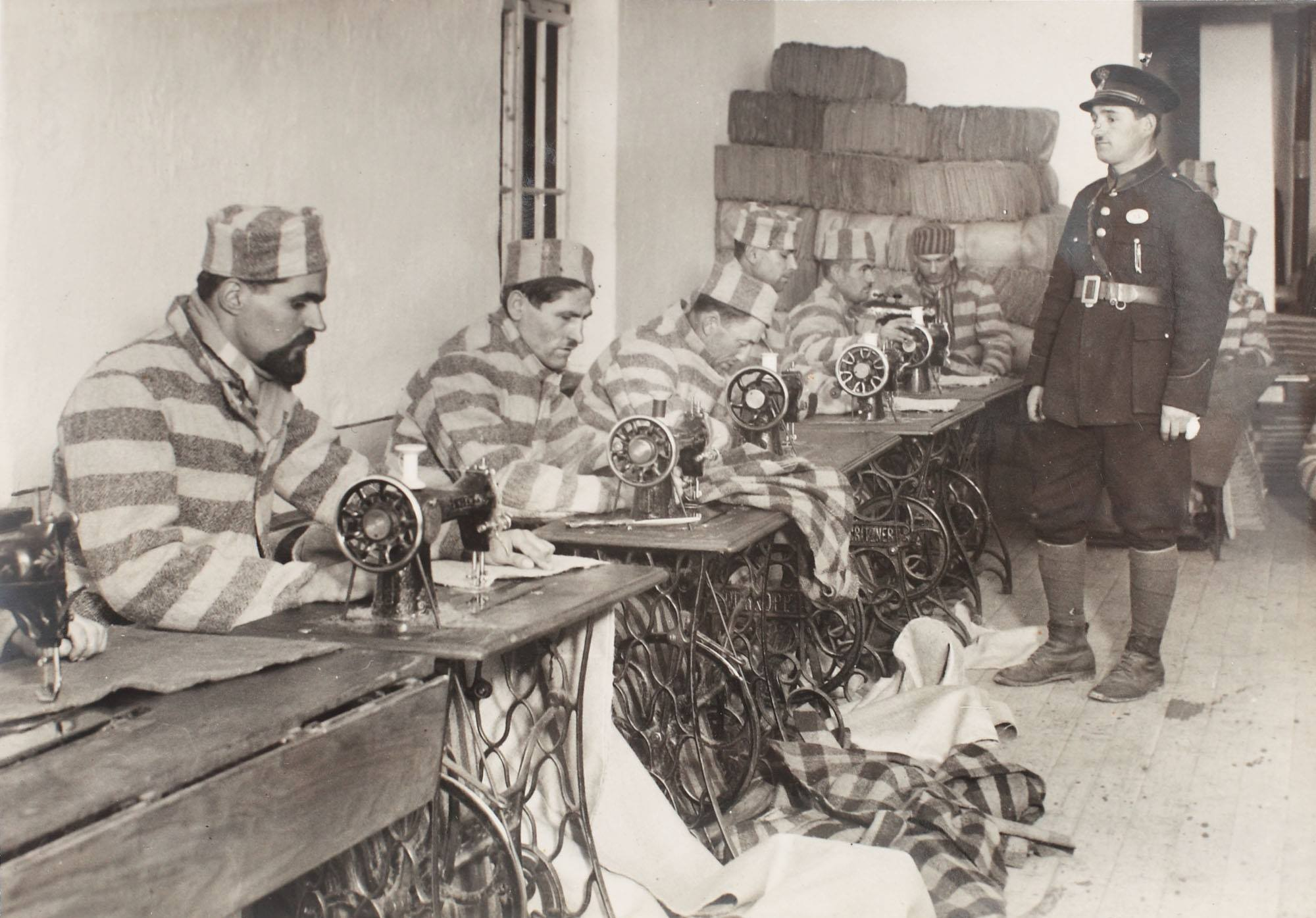
1930年代，羅馬尼亞瓦卡雷什蒂監獄裡正在從事苦役的囚犯

苦役是指囚犯必須从事的勞動，苦役是一種强迫劳动 ，通常也是体力劳动。囚犯的勞動過程可能很轻松，也可能很艰难。  歷史上各國都有各自的苦役制度，例如中國的勞教和勞改以及蘇聯的古拉格都是涉及苦役的制度。